# Anna Eberhardt-Halász
Anna Eberhardt-Halász (* 28. November 1982 in Ungarn als Annamária Halász) ist eine ehemals für die Schweiz startende Duathletin und Triathletin.

## Werdegang
Annamária Halász studierte an der Technischen und Wirtschaftswissenschaftlichen Universität in Budapest. 2008 wurde sie in Griechenland Duathlon-Europameisterin in der Altersklasse 25–29 und seit 2010 lebt sie in der Schweiz.

### Profi-Triathletin seit 2013
Sie war seit 2013 als Profi-Athletin aktiv und arbeitet in einem Architekturbüro. Im April 2014 gewann sie im Zürich-Marathon den «City-Run» über 10 km. Bei der Ironman-70.3-Weltmeisterschaft belegte sie 2015 den 20. Rang. Im August 2016 wurde sie Zweite beim Trans Vorarlberg Triathlon.
2016 wurde sie zum zweiten Mal nach 2009 Staatsmeisterin auf der Triathlon-Mitteldistanz. Im März 2018 konnte die damals 35-Jährige wie schon im Vorjahr den Powerman Malaysia für sich entscheiden. Anna Eberhardt-Halász startete für den Verein Team Tempo-Sport. Sie wurde trainiert von Erika Csomor. Seit 2021 tritt sie nicht mehr international in Erscheinung.
Seit Januar 2017 ist sie  verheiratet und sie lebt mit ihrem Mann in Zürich.

### Auszeichnungen
- 2015, 2016: Triathletin des Jahres, Ungarn

## Sportliche Erfolge
| Datum/Jahr    | Rang | Wettbewerb                       | Austragungsort  | Zeit        | Bemerkung                                                       |
| ------------- | ---- | -------------------------------- | --------------- | ----------- | --------------------------------------------------------------- |
| 17. Nov. 2018 | 3    | Laguna Phuket Triathlon          | Phuket          | 02:46:21    |                                                                 |
| 19. Aug. 2018 | 2    | Ironman 70.3 Bintan              | Bintan          | 04:38:45.33 |                                                                 |
| 13. Mai 2018  | 4    | Ironman 70.3 Vietnam             | Đà Nẵng         | 04:36:08    |                                                                 |
| 14. Apr. 2018 | 5    | Ironman 70.3 Liuzhou             | Liuzhou         | 04:29:08    |                                                                 |
| 20. Aug. 2017 | 2    | Ironman 70.3 Bintan              | Bintan          |             |                                                                 |
| 25. Juni 2017 | 1    | Challenge Nakhon Nayok           | Nakhon Nayok    | 04:32:15    |                                                                 |
| 7. Mai 2017   | 1    | Ironman 70.3 Vietnam             | Đà Nẵng         | 04:34:56    |                                                                 |
| 19. März 2017 | 4    | Ironman 70.3 Taiwan              | Kenting         | 04:30:33    |                                                                 |
| 13. Nov. 2016 | 5    | Ironman 70.3 Xiamen              | Xiamen          | 04:42:44    |                                                                 |
| 25. Okt. 2016 | 5    | Ironman 70.3 Turkey              | Belek           | 04:36:24    |                                                                 |
| 11. Sep. 2016 | 3    | Ironman 70.3 Rügen               | Binz            |             |                                                                 |
| 28. Aug. 2016 | 2    | Trans Vorarlberg Triathlon       | Bregenz         | 04:33:59    |                                                                 |
| 14. Aug. 2016 | 3    | Ironman 70.3 Dublin              | Dublin          | 04:35:22    |                                                                 |
| 30. Juli 2016 | 3    | Ironman 70.3 Budapest            | Budapest        | 04:12:16    |                                                                 |
| 5. Juni 2016  | 2    | Keszthely Triathlon              | Keszthely       |             | Zweite auf der Halbdistanz am Plattensee – hinter Diana Riesler |
| 30. Aug. 2015 | 20   | Ironman 70.3 World Championships | Zell am See     | 04:47:24    | Ironman-70.3-Weltmeisterschaft                                  |
| 20. Juni 2015 | 5    | Ironman 70.3 Luxemburg           | Remich          | 04:35:05    |                                                                 |
| 7. Juni 2015  | 6    | Ironman 70.3 Switzerland         | Rapperswil-Jona | 04:38:40    |                                                                 |
| 23. Aug. 2014 | 3    | Ironman 70.3 Budapest            | Budapest        | 04:26:13    |                                                                 |
| 26. Juli 2014 | 6    | 5150 Zurich                      | Zürich          | 02:13:13    | European Championships                                          |
| 1. Juni 2014  | 8    | Ironman 70.3 Switzerland         | Rapperswil-Jona | 04:37:23    | [ 4 ]                                                           |
| 22. Sep. 2013 | 13   | Ironman 70.3 Pays d’Aix France   | Aix-en-Provence | 05:02:04    | Siebte bei den Profis                                           |
| 11. Mai 2013  | 18   | Ironman 70.3 Mallorca            | Alcúdia         | 04:49:45    |                                                                 |
| 12. Aug. 2012 | 51   | Ironman 70.3 Germany             | Wiesbaden       | 05:33:38    | Europameisterschaft über die halbe Ironman-Distanz              |
| 5. Juni 2011  | 22   | Ironman 70.3 Switzerland         | Rapperswil-Jona | 04:53:01    |                                                                 |
| 6. Juni 2010  | 19   | Ironman 70.3 Switzerland         | Rapperswil-Jona | 05:08:01    | Dritte in der Klasse F25-29                                     |
| 24. Mai 2009  | 18   | Ironman 70.3 Austria             | St. Pölten      | 05:01:06    |                                                                 |

| Datum/Jahr    | Rang | Wettbewerb                                         | Austragungsort | Zeit     | Bemerkung                                    |
| ------------- | ---- | -------------------------------------------------- | -------------- | -------- | -------------------------------------------- |
| 2. Dez. 2018  | 6    | Ironman Western Australia                          | Busselton      | 08:43:00 | persönliche Bestzeit auf der Ironman-Distanz |
| 27. Sep. 2014 | 9    | Ironman Mallorca                                   | Alcúdia        | 09:49:24 | bei der Erstaustragung auf Mallorca          |
| 28. Juli 2013 | 13   | Ironman Switzerland                                | Zürich         | 10:35:02 | in der Elite-Klasse (Profis)                 |
| 15. Juli 2012 | 11   | Ironman Switzerland                                | Zürich         | 10:17:14 | Siegerin der Altersklasse F30-34             |
| 1. Aug. 2011  | 1    | HUN Long Distance Triathlon National Championships | Ungarn         | 09:56:55 | Ungarische Meisterin auf der Langdistanz     |
| 10. Juli 2011 | 8    | Ironman Switzerland                                | Zürich         | 10:12:38 |                                              |
| 9. Okt. 2010  | 274  | Ironman Hawaii                                     | Hawaii         | 11:45:46 | [ 6 ]                                        |
| 25. Juli 2010 | 20   | Ironman Switzerland                                | Zürich         | 10:31:48 | erster Start auf der Ironman-Distanz         |

| Datum/Jahr    | Rang | Wettbewerb                                            | Austragungsort | Zeit       | Bemerkung |
| ------------- | ---- | ----------------------------------------------------- | -------------- | ---------- | --- |
| 19. Sep. 2021 | 4    | Powerman Zofingen                                     | Zofingen       | 07:46:50   | |
| 2. März 2019  | 1    | Powerman Middle Distance Duathlon Asian Championships | Putrajaya      | 03:00:02   | erfolgreiche Titelverteidigung                                                                                |
| 4. März 2018  | 1    | Powerman Middle Distance Duathlon Asian Championships | Putrajaya      | 02:54:04   | erfolgreiche Titelverteidigung                                                                                |
| 5. März 2017  | 1    | Powerman Middle Distance Duathlon Asian Championships | Putrajaya      | 02:52:05   | Siegerin beim Powerman Malaysia                                                                               |
| 22. Jan. 2017 | 1    | Powerman Thailand                                     | Nakhon Nayok   | 03:03:39   | |
| 10. Aug. 2014 | 1    | Flumserei-Duathlon                                    | Flums          | 02:29:12   | 10 km Laufen, 40 km Radfahren und 5 km Laufen                                                                 |
| 19. Mai 2014  | 4    | Intervall Duathlon Zofingen                           | Zofingen       | 01:42:44   | Schweizer Duathlon-Meisterschaft (4 km Laufen, 16 km Radfahren, 4 km Laufen, 16 km Radfahren und 4 km Laufen) |
| 27. Apr. 2014 | 2    | Rheintal Duathlon                                     | Marbach        |            | |
| 6. Sep. 2013  | 3    | Powerman Zofingen                                     | Zofingen       |            | dritter Rang beim Duathlon über die Kurzdistanz (Erster Lauf 10 km, Radstrecke 50 km, Zweiter Lauf 5 km)      |
| 28. Apr. 2013 | 2    | Rheintal Duathlon                                     | Marbach        |            | |
| 2. Sep. 2012  | 15   | Powerman Zofingen                                     | Zofingen       | 08:36:58   | |
| 4. Sep. 2011  | DNF  | Powerman Zofingen                                     | Zofingen       | –          | |
| 2010          | 10   | Powerman Zofingen                                     | Zofingen       | 08:29:53,5 | Weltmeisterschaft auf der Duathlon-Langdistanz                                                                |
| 24. Mai 2008  | 1    | ETU Duathlon European Championship 25-29              | Serres         | 02:08:46   | Duathlon-Europameisterin W25-29                                                                               |
| 20. Mai 2007  | 30   | ITU Duathlon World Championships                      | Győr           | 02:10:35   | Duathlon-Weltmeisterschaft                                                                                    |

| Datum/Jahr   | Rang | Wettbewerb      | Austragungsort | Zeit       | Bemerkung                         |
| ------------ | ---- | --------------- | -------------- | ---------- | --------------------------------- |
| 6. Apr. 2014 | 1    | Zürich-Marathon | Zürich         | 00:36:21,6 | Siegerin beim City-Run über 10 km |

(DNF – Did Not Finish)